# 안세홍
안세홍(安世鴻, 1971년~)은 대한민국의 사진가이다.
한국의 전통문화 및 일본군 위안부, 장애인과 관련한 사진들을 발표해 왔다.

## 저서
- 《눈 밖에 나다》
- 《겹겹-중국에 남겨진 조선인 일본군 ‘위안부’ 이야기》
- 《<자숙 사회> 극복, ‘위안부’ 사진전 중지 사건과 ‘표현의 자유’》